# Lars Hallén
Lars Gunnar Hallén, född 11 september 1946, svensk företagsekonom.
Hallén genomgick sin grundutbildning i företagsekonomi vid Uppsala universitet men avlade även en fil.kand examen i ryska. Han disputerade 1982 på avhandlingen International industrial purchasing: channels, interaction and governance structures. Han var professor 1994-96 vid Göteborgs universitet men återvände därefter till Uppsala. 2005-2011 var han professor vid Mittuniversitetet i Sundsvall och sedan 2010 professor vid Mälardalens högskola.
Halléns forskning berör främst strategiska nätverk – hur strategiska och organiska nätverk kan verka i symbios med varandra, vilka problem och komplikationer som kan uppstå och hur företag bör organisera sig för att framgångsrikt verka i en sådan miljö.

## Publikationer (i urval)
- Dyadic business relationships and customer technologies (med Jan Johanson & Nazeem Seyed-Mohamed) (1994)
- Infrastructural networks in international business (1992)
- Relationship atmosphere in international business (1991)
- Relationships and exchange in international business (med Nazeem Seyed Mohamed & Jan Johanson) (1990)
- International industrial purchasing : channels, interaction and governance structures (1982)